# 木村家
木村家（きむらけ）は、大相撲の行司家の一つ。

## 由来
木村家創設の由来には諸説ある。有力な説としては、寛永（1624年 - 1644年）年間の松代藩真田信之の家臣、中立羽左衛門清重が行司を務めたことが始まりとされる。
その後、彼の弟子が中立を名乗り、九重庄之助（? - 1739年）が3代中立を名乗った後、1726年に木村庄之助を襲名。以後、木村庄之助は立行司の名となる。
その後、木村庄之助に匹敵する能力を持つ行司が木村庄太郎を名乗るようになり、実に8人もの木村庄之助が木村庄太郎を名乗った経験を持つ。
現在はもう一つの行司家である式守家との差はほとんどないが、かつては木村家は木村、式守家は式守という家元しか名乗れなかった。これは明治44年に終焉し、以後他人がこの2つの姓を襲名する。
　

## 概況
2024年1月場所現在、現役の行司43人中、木村姓が29人、式守姓が14人と大差がある。これは、姓が部屋や一門によっては決まっておらず、大抵は師匠が名乗っている姓で決まる為である。式守姓の行司は元々が少ないので、それに伴って新たに式守姓を名乗る行司も限られるのである。
改名した例として、40代式守伊之助は、入門時の師匠が23代式守伊之助だったので式守吉之輔を名乗り、23代伊之助が27代木村庄之助を襲名してからは木村姓に変え、その後2006年1月に式守錦太夫を襲名したので、再び式守姓に戻った。ちなみに、8代から11代までの式守錦太夫は全員が、襲名する前に木村姓を名乗った経験を持つ。
なお、年寄名跡の木村瀬平は、元々行司が襲名した年寄名跡が起源である（式守家では同様の例として式守秀五郎がある）。

## 軍配
木村姓と式守姓での一番の違いは軍配の持ち方である。木村姓は手のひらを下に向けて軍配を握り、これを「陰の構え」という。対して式守姓は逆に手のひらを上に向けて軍配を握り、これを「陽の構え」という。またかつては、軍配の形も木村姓は瓢箪型、式守姓は卵型と決まっていた。

## 木村姓の行司の名跡
- 木村庄之助 - 立行司名
- 木村玉之助 - かつての立行司名、のち副立行司名
- 木村清之助 - かつての大坂相撲の立行司名
- 木村朝之助
- 木村要之助
- 木村一學
- 木村喜代治
- 木村銀治郎
- 木村今朝三
- 木村重政
- 木村庄九郎
- 木村庄五郎
- 木村庄三郎
- 木村庄二郎
- 木村庄太郎
- 木村善之輔
- 木村宗四郎
- 木村誠道
- 木村夛司馬
- 木村玉治郎
- 木村玉光
- 木村正直
- 木村正義
- 木村光之助
- 木村保之助
- 木村容堂
- 木村龍五郎
- 木村林之助
- 木村亘り

※ 太字は、2025年6月現在襲名されている行司名を表す。